# Возвращение в Эдем (мини-сериал)
«Возвраще́ние в Эде́м» (англ. Return to Eden) — австралийский телевизионный сериал. Экранизация произведения Розалины Майлз.
В 1986 году было снято продолжение сериала «Возвращение в Эдем», где Стефани Харпер спустя 7 лет после гибели Грега Марсдена пришлось вступить в борьбу с новыми и старыми врагами за право владения компанией её отца.
В России премьера состоялась в конце 1992-го — начале 1993 года показом по Первой программе ЦТ.

## Сюжет
В двадцать три года Стефани Харпер унаследовала самое большое состояние Австралии. Концом света ей показалась смерть властного отца, на которого Стефани привыкла опираться (её мать умерла при родах, и девушка воспитывалась отцом, который так и не женился снова). Но сама мисс Харпер признается, что предпочла бы умереть вместе с папой, кабы знала, насколько серьёзные испытания ждут её впереди.
Только что сыграв свадьбу, Стефани и её третий супруг, знаменитый теннисист Грег Марсден, отправляются в семейное поместье Харперов — «Эдем». Туда же приезжает и лучшая подруга Стефани, Джилли Стюарт, которую молодожёны, несмотря на медовый месяц, любезно пригласили в гости. Стефани и не подозревает, что это на руку её мужу, на которого Джилли положила глаз на свадьбе Стефани, и который не против любовной интрижки с Джилли, ибо считает жену толстой непривлекательной занудой. Но перспектива завладеть деньгами супруги волнует Марсдена куда больше, чем Джилли. Во время одной из прогулок на лодке Грег решает покончить с супругой и выбрасывает её из лодки на глазах у Джилли в кишащую крокодилами реку. Поскольку Стефани не умела плавать, то выкарабкаться она не могла.
Стефани чудом удалось выжить благодаря пожилому отшельнику Дэйву Уэллсу. Не зная имени девушки — от шока Стефани потеряла память — Дэйв прозвал её Тарой, по имени девушки, которую он любил в юности и мать которой видела в кино всего один фильм — «Унесённые ветром», потому и назвала дочь по имени поместья, где родилась главная героиня. Вспомнив все и осознав, как с ней поступили те, кого она считала самыми близкими людьми, Стефани Харпер решает отомстить мужу и подруге и придумывает план мести.
Для начала Стефани под именем Тары Уэллс отправляется в клинику пластической хирургии в провинцию Северный Квинсленд, где знакомится с доктором Дэном Маршаллом. Он делает ей операцию, после чего Стефани возвращается в Сидней с новой внешностью, чтобы начать всё заново, теперь уже как Тара Уэллс — красивая и уверенная в себе девушка из провинции, мечтающая о карьере топ-модели. Проходит не так много времени, и на обложке журнала Vogue появляется её лицо. На благотворительном теннисном матче Тара знакомится с Марсденом и очаровывает его, они начинают встречаться.
Со временем Стефани вновь попадает в стены родного дома, но уже как горячо обожаемая гостья своего ни о чём не подозревающего мужа. Тара уговаривает Грега отправиться в поместье его «покойной» супруги, где Стефани наконец смогла отомстить мужу и наказать подругу, вернуться к своим детям Дэннису и Саре, и начать новую жизнь вместе с Дэном Маршаллом.

## В ролях
- Ребекка Гиллинг — Стефани Харпер, она же топ-модель Тара Уэллс
- Джеймс Смайлли — Дэн Маршалл
- Джеймс Рейн — Грег Марсден
- Уэнди Хьюз — Джилли Стюарт
- Джон Ли — Филип Стюарт, адвокат, муж Джилли
- Питер Гвинн — Билл МакМастер, генеральный директор компании «Харпер Майнинг», которой владеет Стефани
- Патриция Кеннеди — Кейт Басклейн, экономка поместья «Эдем», вырастившая Стефани как родную дочь
- Билл Керр — Дэйв Уэллс, пожилой отшельник
- Оливия Хамнетт — Джоанна Рэнделл, владелица модельного агентства в Сиднее
- Крис Хейвуд — Джейсон Пибблз, модный фотограф, партнер Джоанны по бизнесу
- Джейсон Данкан — Деннис Харпер, сын Стефани
- Николь Пайнер — Сара Харпер, дочь Стефани

## Индийский ремейк
В 1988 году в Индии была снята своя версия под названием «Жажда мести» (Khoon Bhari Maang). Режиссёром картины стал Ракеш Рошан, в главной роли снялась суперзвезда индийского кино Рекха.

## Саундтрек
Официальный альбом с инструментальной музыкой Брайана Мэя впервые поступил в продажу на виниловом диске в 1984 году в период показа сериала, а также, 22 февраля 2010 года:
1. Return To Eden Main Titles
2. The Return To Eden
3. Fire & Fight
4. Problem For Dan And Steff
5. Lord Of All
6. Big Business
7. Jill’s Crack-Up
8. Tara’s Love Theme
9. Harper’s Mansion
10. A Man Not A Boy
11. Confrontation
12. Croc Attack
13. Steff Meets Jake
14. Corporate Espionage
15. Greg Returns
16. Scheming Jilly
17. Angelo’s Theme
18. Night Interludes
19. Closing Titles

Хотя 19 трек в альбоме является темой из финальных титров, эта музыка звучала именно в начале эпизодов, в то время как первая композиция — полная версия главной темы.